# Thamnochortus muirii
Thamnochortus muirii är en gräsväxtart som beskrevs av Neville Stuart Pillans. Thamnochortus muirii ingår i släktet Thamnochortus och familjen Restionaceae. Inga underarter finns listade i Catalogue of Life.